# 2714 Matti
A 2714 Matti (ideiglenes jelöléssel 1938 GC) a Naprendszer kisbolygóövében található aszteroida. Heikki A. Alikoski fedezte fel 1938. április 5-én.